# 霍奇斯角
67°21′S 65°3′W / 67.350°S 65.050°W
霍奇斯角（英語：Hodges Point），是南極洲的海岬，位於葛拉漢地東部的弗因海岸，處於諾斯羅普角東北面11公里，最高點海拔高度960米，由英國南極名稱諮詢委員會命名，現時由南極條約體系管理。